# L'Malouma Said
L'Malouma Said (Boutilimit, 1972) è un'attivista mauritana.

## Biografia
Nata in schiavitù nel 1972 nella città sud-orientale di Boutilmitt in Mauritania, a diciassette anni divenne leader attivista della sua scuola per l'emancipazione degli haratin.

## Attività
Prima di diventare una delle sole quattro donne del gruppo Harratin ad essere elette come deputate (Membro del Parlamento) all'Assemblea Nazionale Mauritana del 2006 e di nuovo nel 2013, è stata presidente di una cooperativa di donne commercianti. È stata anche responsabile in carica della sezione femminile all'interno del Movimento El Hor (Movimento per la liberazione degli Haratini in Mauritania) e membro fondatore dell'organizzazione contro la schiavitù dei Mauritani S.O.S. Esclaves, attualmente guidata da suo marito Boubacar Messaoud. 
Said è conosciuta per i suoi discorsi sulle questioni relative ai diritti umani e per la sua importante battaglia per il miglioramento delle prigioni in Mauritania. Infatti, crede che i prigionieri mauritani subiscano una mancanza di opportunità sociali ed educative e vivano in cattive condizioni di sicurezza e salute, portando a numerosi tentativi di fuga e alla diffusione di malattie tra i detenuti. Said ha una lunga storia nella difesa dei diritti umani e dell'uguaglianza, così come nella lotta contro ogni forma di discriminazione in Mauritania. Lei è la portavoce di queste problematiche all'interno del Parlamento Mauritano.

## Riconoscimenti
È stata premiata con l'International Women of Courage Award nel 2018.